# كارلوس ألبرتو سوتو بينهيرو جونيور
كارلوس ألبرتو سوتو بينهيرو جونيور هو لاعب كرة قدم برازيلي في مركز الدفاع، ولد في 8 يناير 1984 في ناتال في البرازيل. لعب مع أتلتيكو باراناينسي ونادي باهيا ونادي فيتوريا.

## وصلات خارجية
- كارلوس ألبرتو سوتو بينهيرو جونيور على موقع قاعدة بيانات كرة القدم.إي يو (الإنجليزية)
- كارلوس ألبرتو سوتو بينهيرو جونيور على موقع Soccerway.com (الإنجليزية)
- كارلوس ألبرتو سوتو بينهيرو جونيور على موقع عالم كرة القدم.نت (الإنجليزية)